# Samotny w obliczu prawa
Samotny w obliczu prawa (org. True Believer) – dramat kryminalny produkcji amerykańskiej z 1989 roku w reż. Josepha Rubena. Fabuła filmu jest luźno oparta na wydarzeniach jakie miały miejsce w San Francisco w 1973 roku.

## Opis fabuły
Eddie Dodd jest zdolnym i wziętym adwokatem, specjalizującym się w obronie bogatych handlarzy narkotyków. Przed laty był aktywnym działaczem i obrońcą ruchu praw obywatelskich, jednak z tego okresu pozostały mu już jedynie długie włosy i zamiłowanie do palenia marihuany. Pewnego dnia w jego kancelarii zjawia się stara Koreanka z córką w roli tłumaczki i prosi o zajęcie się sprawą jej syna Kima, który siedząc w więzieniu za zabójstwo zabił innego współwięźnia z konkurencyjnego gangu. Eddiego nie interesują takie beznadziejne i niedochodowe sprawy, jednak pod wpływem swojego świeżo upieczonego współpracownika, młodego prawnika Rogera postanawia podjąć się tej obrony. Z pozoru beznadziejna sprawa staje się z czasem dla obu prawników coraz ciekawsza i frapująca. Za punkt wyjścia obrony Kima, Eddie uznaje sprawę sprzed 8 lat tj. zabójstwo którego oskarżony miał rzekomo dokonać w chińskiej dzielnicy Nowego Jorku. Analizując ponownie tę sprawę prawnicy odkrywają, że sprawcą tego morderstwa nie był wcale Kim tylko niejaki Esparza, który był w tym czasie informatorem prokuratora Reynarda w sprawach związanych ze zwalczaniem kolumbijskiej mafii narkotykowej. Esparza, dzięki którego informacjom Reynard zrobił błyskotliwą karierę w aureoli pogromcy handlarzy narkotyków i w zamian za to zawsze go ochraniał, zabił z czysto osobistych powodów. Ofiara romansowała z jego żoną. Kim był niewinnym człowiekiem, który został wrobiony przez policję z polecenia Reynarda. Teraz Reynard jest oskarżycielem Kima, a w finałowej rozgrywce na sali sądowej Eddie demaskuje wszystkie jego niecne poczynania.

## Główne role
- James Woods – Eddie Dodd
- Robert Downey Jr. – Roger Baron
- Yuji Okumoto – Kim
- Kurtwood Smith – prokurator Reynard
- Miguel Fernandes – Art Esparza
- Margaret Colin – Kitty (współpracownica Dodda)